# Crestline (Ohio)

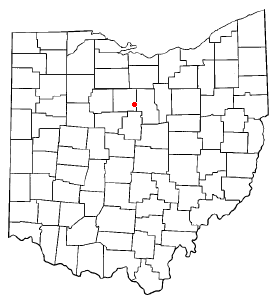
Crestline na planie stanu Ohio

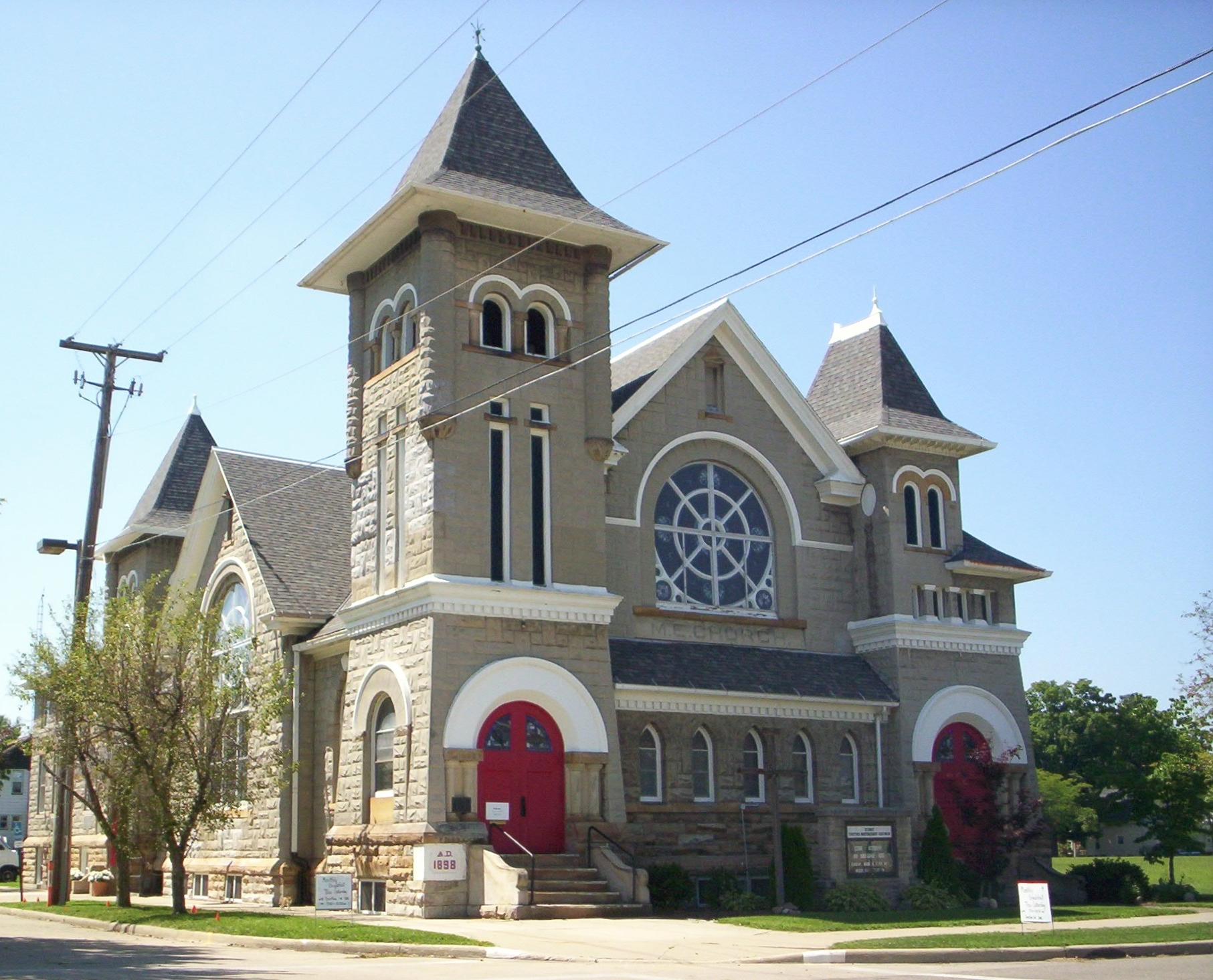
Kościół w Crestline, Ohio

Crestline – miasto w Stanach Zjednoczonych, w stanie Ohio, w hrabstwie Crawford.
Liczba mieszkańców w 2000 roku wynosiła 4 630, a w roku 2012 wynosiła 4 521.